# 20 Minutes TV Île-de-France
 (avril 2015).
Si vous disposez d'ouvrages ou d'articles de référence ou si vous connaissez des sites web de qualité traitant du thème abordé ici, merci de compléter l'article en donnant les références utiles à sa vérifiabilité et en les liant à la section « Notes et références ».
 (juillet 2018).
20 Minutes TV Île-de-France initialement IDF1 lancée le 20 mars 2008 sur le canal numéro 22 de la TNT francilienne est une chaîne de télévision locale généraliste. Elle prend sa dénomination actuelle à son lancement, le 30 mai 2023, en remplacement de la chaîne d'origine. Elle se consacre principalement aux divertissements et à l’actualité d'Île-de-France. 

## Historique

### Chaine IDF1 antérieure
Dans le cadre de l’appel à candidatures de chaînes locales numériques terrestres sur la région parisienne lancée par le Conseil Supérieur de l’Audiovisuel (CSA), le projet du Groupe JLA, IDF1, a été sélectionné en juin 2007, en vue de sa diffusion sur la télévision numérique terrestre (TNT) gratuite en Île-de-France. Jean-Luc Azoulay, actionnaire majoritaire, s’est associé à deux figures de l’audiovisuel français pour développer ce projet : Marc Tessier (ancien président de France Télévisions) et Michèle Cotta (ancienne présidente de la Haute Autorité de la communication audiovisuelle et directrice générale de France 2). La chaîne débute officiellement ses émissions le 20 mars 2008 sur la chaîne no 22 de la TNT francilienne.
En 2012, la chaîne s'est proposée candidate sur la TNT gratuite nationale mais le CSA ne l'a pas retenue.

### Nouvelle chaine
À la suite de sa prise de contrôle par le groupe belge Rossel La Voix, la chaîne IDF1 s'arrête le vendredi 26 mai 2023 à 16 h 35,. 
La nouvelle chaîne 20 Minutes TV Île-de-France, conventionnée en mars 2023, prend alors sa place le mardi 30 mai à 18 h, sur la chaîne no 32 de la TNT francilienne. Du 26 mai 2023 jusqu'à son lancement, une bande-annonce de la nouvelle chaîne est diffusée en boucle.

## Identité visuelle

### Logos IDF1

Logo du projet IDF1 en 2007.
Logo d'IDF1 du 20 mars au 1er septembre 2008.
Logo d'IDF1 du 1er septembre 2008 au 10 septembre 2017.
Logo d'IDF1 du 10 septembre 2017 au 26 mai 2023.

### Logo 20 Minutes TV IDF

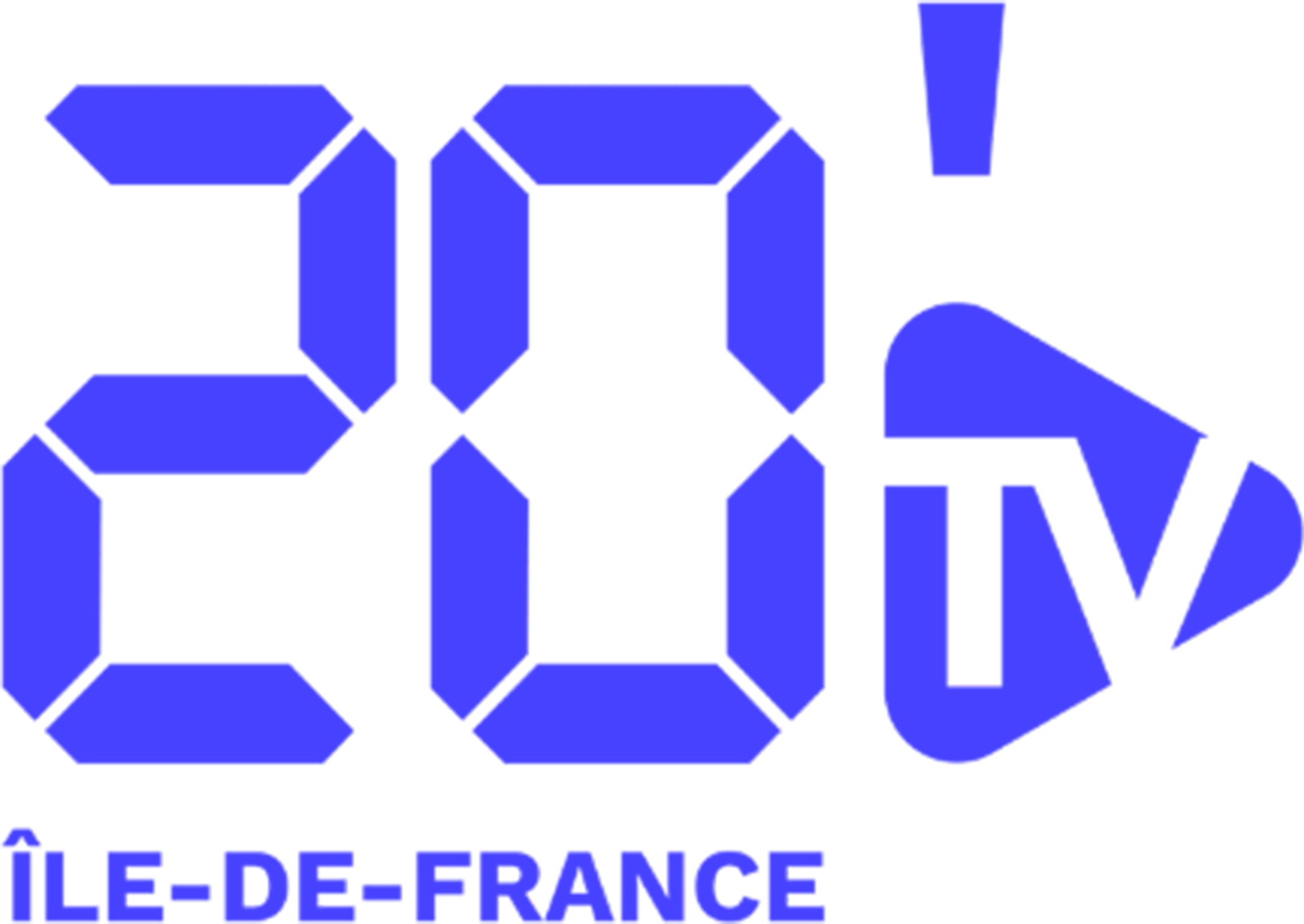
Logo de 20 Minutes TV IDF du 30 mai 2023 au 27 janvier 2025.
Logo de 20 Minutes TV IDF depuis le 27 janvier 2025.

## Diffusion
20 Minutes TV Île-de-France est diffusée depuis le 30 mai 2023 sur la chaîne no 32 du Multi 7 de la TNT parisienne, depuis l'émetteur de la Tour Eiffel. Elle couvre donc un bassin hertzien d'une population de près de 12 millions d’individus.
La chaîne est aussi disponible au niveau national sur le canal 910 du bouquet Freebox TV (Free), sur le canal 349 du bouquet TV d'Orange (Orange), sur le canal 300 du bouquet Bbox (Bouygues Telecom) et sur le canal 461 du bouquet SFR TV (SFR). Elle est également accessible en streaming sur son site Internet.

## Organisation

### Capital
Le capital d’Ensemble TV, la société éditrice de 20 Minutes TV Île-de-France, est détenu à 51 % par Rossel France Investissement, à 34 % par JLA (le groupe du producteur Jean-Luc Azoulay, à l’initiative d’IDF1) et à 15 % par 20 Minutes.
Depuis le 2 avril 2025, le Président Directeur Général de 20 Minutes TV est Ronan Dubois (Directeur Général et de la Publication de 20 Minutes). Succédant à Jean-Michel Lobry, Président Directeur Général de 20 Minutes TV de 2023 à 2025.

### Organigramme
- Président Directeur Général : Ronan Dubois
- Directeur Délégué : Noham Huclin
- Responsable de production éditoriale : Lucie Franco
- Chargée de communication et partenariats : Clara Basilien

### Animateurs
Actuels
- Cyril Viguier
- Jacky Jakubowicz
- Marie Brette
- Marius
- Nathalie Dartois
- Noham Huclin
- Olivier Quéméner
- Shany'z
- Véronique Mounier

Anciens
- Claude Alexis
- Adeline Blondieau
- Audrey Moore
- Patrick Puydebat
- Isabelle Bouysse
- Isabelle Kirszenblat
- Ariane Carletti
- Jacques Legros

- Julie Coquet
- Michèle Cotta
- Benjamin Darnaud
- Dorothée
- Célyne Durand
- Filip Flatau
- Laure Guibert
- Gwendoline
- Rachid Jelti
- Lynda Lacoste
- Évelyne Leclercq
- Marine Le Gouvello du Timat
- Ludovic Lestavel
- Karine Lima
- Kelly Marcos
- Laly Meignan
- Macha Polikarpova
- Michèle Cotta
- Gaël Pollès
- Wilfried Richard
- Sébastien Roch
- Manon Saidani
- Patrick Simpson-Jones
- Franck Soyez
- Babsie Steger
- Kévin Vatant
- Khady Diallo

## Programmes
IDF1 était une chaîne locale destinée à la famille et à la jeunesse. Elle proposait notamment de la fiction et des productions propres. Son président de l'époque, Jean-Luc Azoulay, est cofondateur d’AB Productions, qui a produit durant près de 15 ans des programmes pour TF1 (Club Dorothée, Hélène et les Garçons, Premiers Baisers…). Il est également Président fondateur du Groupe JLA, qui a produit entre autres Navarro (TF1), L'Instit (France 2), plus récemment Les Mystères de l'amour (TMC), Camping Paradis (TF1) et Dreams : 1 rêve, 2 vies (NRJ 12).
Parmi les programmes de la nouvelle chaîne 20 Minutes TV Île-de-France figure Salut l’Ile-de-France, une émission d’actualité quotidienne présentée par Olivier Quéméner, qui officiait déjà sur IDF1, tout comme Jacky, aux manettes chaque semaine du magazine musical Jacky aux platines. Un « tour de l’actualité en six minutes » est proposé quotidiennement avec les journalistes de la chaîne et du quotidien d'information 20 Minutes. Les journalistes de sport du journal reçoivent quant à eux un athlète chaque vendredi à 16 h dans l’émission Les croisés, tu connais.

### Émissions
Actuelles
- Café sur scène
- "Focus"
- Face aux territoires
- La santé d'abord
- Le grand JT des territoires
- On vous en dit plus
- ça bouge !
- Les pépites de Jacky"
- "Ci Na Ma"
- "Watt's In"
- "Good Morning Planète"
- Viens je t'emmène

Anciennes
- "Jacky aux platines"
- "Extra Local"
- "Les pépites de Jacky"
- "Le grand bêtisier"
- "Le microtrot' de Marius
- "Le réveil des franciliens"
- "Les croisés, tu connais ?"
- "Région en fête"
- "Salut l'Île-de-France"
- "Un été à..."
- L'Update infos
- L'update
- Sur un air d'accordéon
- JLPP ou Jacky lave plus propre
- JJDA ou Jacky Journal d'Aujourd'hui
- IDF1 chez vous
- JJDA Eté
- Jack'Île-de-France
- Jacky Terrasse
- IDF1 et Vous
- Terres de France
- ID Voyance Prime
- ID Voyance - Île-de-France
- ID Voyance Soir
- ID Astro, 100 % voyance
- ID Noël
- ID Nouvel An
- ID Immo
- Défendez-vous !
- Choisissez vos animateurs
- Pas de pitié pour le net
- Le Noël de l'Amitié
- Éveil Matin
- IDBD
- Saveurs d'Olives ! Saveurs d'Espagne !
- IDF1 Midi
- Bonjour, Monsieur le Maire
- ID Mag
- Le Grand Amour
- Jack'île de France
- Vous avez du talent !
- JJDA Spectacle
- Des vacances de rêve avec Jacky
- Jackpot TV
- Dérégimez-moi
- ID Casino
- Entre nous
- Municipales 2014
- ID Club
- Michèle Cotta : Spéciale Européennes 2014
- Miss JJDA
- ID Voyance Nuit
- ID Voyages
- Les Nuits du Ramadan
- IDF1 Matin
- IDpsy
- La Fabuleuse Histoire de Dorothée

### Séries

#### Actuelles
- Les Mystères de l'amour
- RIS police scientifique

#### Anciennes
- L'ivresse de l'amour
- Amour secret
- Cosita linda
- Eva Luna
- Jikulumessu
- L'Un contre l'autre
- La belle-mère
- Les Années fac
- Mara, une femme unique
- Passions secrètes
- Premiers baisers
- Rubí
- Une vie volée
- Totalement Diva
- 21 Jump Street
- Abismo de pasión
- Amour océan
- Amour interdit
- Au cœur du péché
- Avenida Brasil
- Baie des flamboyants
- Cœur brisé
- Daniella
- De tout mon cœur
- Dieu
- Doubles Jeux
- Dreams : 1 rêve, 2 vies
- El Diablo
- Entre justice et vengeance
- Fame
- Fame L.A.
- Flipper le dauphin
- Frijolito
- Hélène et les Garçons
- India, A Love Story
- Island détectives
- La Bastide blanche
- La Brigade du courage
- La Croisière foll'amour
- La force du cœur
- La Force du Destin
- La Maison des enfants
- La Philo selon Philippe
- Le chemin de l'innocence
- Le corps du désir
- Le G.R.E.C.
- Le Groupe
- Le Miel et les Abeilles
- Le Miracle de l'amour
- Le Roman de la vie
- La reina del flow
- Le Triomphe de l'amour
- Le Tuteur
- Le Vent des moissons
- Les choix de l'amour
- Les Deux Visages d'Ana
- Les Filles d'à côté
- Les Nouvelles Filles d'à côté
- Les Filles du maître de chai
- Les Flamboyants
- Les Garçons de la plage
- Les Hommes de cœur
- Les Liaisons dangereuses
- Les Maîtres du pain
- Les Nouvelles Aventures de Skippy
- Les Rois maudits
- Les Tchattes
- Liens de sang
- Luna l'héritière
- Mademoiselle Navarro
- Marc et Sophie
- Marina
- Mister T.
- Nsibti Laaziza
- Orages d'été
- Orages d'été, avis de tempête
- Parker Lewis ne perd jamais
- Pas de pitié pour les croissants (diffusion de deux épisodes le 5 septembre 2009 : "Grabuge à croissant pour cent" et "Croissants musclés")
- Passions mortelles
- Pat et les filles
- Première Dame
- Rédemption
- Rose de Feu
- Salut les Musclés
- Sauvés par le gong
- Secrets de famille
- SOS 18
- Talk show
- Teresa
- Trahisons
- Un flic dans la mafia
- Un privé sous les tropiques
- Vivement lundi !
- Les Vacances de l'amour

## Les anciennes spécificités d'IDF1
IDF1 est une chaîne de divertissement. Son but affiché a deux caractéristiques : 
- L’interactivité avec une antenne où les téléspectateurs peuvent intervenir via l'émission JJDA et le site internet idf1.fr où les membres du Club IDF1 peuvent se géolocaliser sur une carte
- La proximité car pendant ses premières années, les équipes d’IDF1 choisissaient une ville, un quartier ou un arrondissement d’Île-de-France comme "quartier général" où sont initiées les émissions. Elles étaient enregistrées dans des lieux spécifiques selon les différentes thématiques (devant un établissement scolaire de la ville, podium central proche de la grande place ou de la mairie, lieu symbolique de la ville, etc.). L’équipe d’animateurs se relayaient à l’antenne du petit matin au soir pour assurer un "fil rouge" entre les différents programmes et s’adresser ainsi au téléspectateur francilien.

## Contribution au développement de la création française
IDF1 a préacheté 400 épisodes de 26 minutes de La Baie des Flamboyants avec France Ô et Outre-mer 1re, 52 épisodes de 48 minutes des Mystères de l’Amour avec TMC. La chaîne a d’autre part produit complètement plus de 50 épisodes de programmes courts : Dieu, Pat et les filles.

## Audiences
En 2010, la chaîne a une audience moyenne de 5 100 personnes par quart d'heure[source insuffisante].
En 2011, la chaîne a une audience d'environ plus de 50 000 téléspectateurs[réf. souhaitée].
En 2020, IDF1 fait une audience de 347 000 téléspectateurs ce qui en fait la chaîne locale la plus regardée d’Île de France.